# Podochela macrodera
Podochela macrodera är en kräftdjursart som beskrevs av William Stimpson 1860. Podochela macrodera ingår i släktet Podochela och familjen Inachidae. Inga underarter finns listade i Catalogue of Life.